# Hugh Montefiore (Bischof)

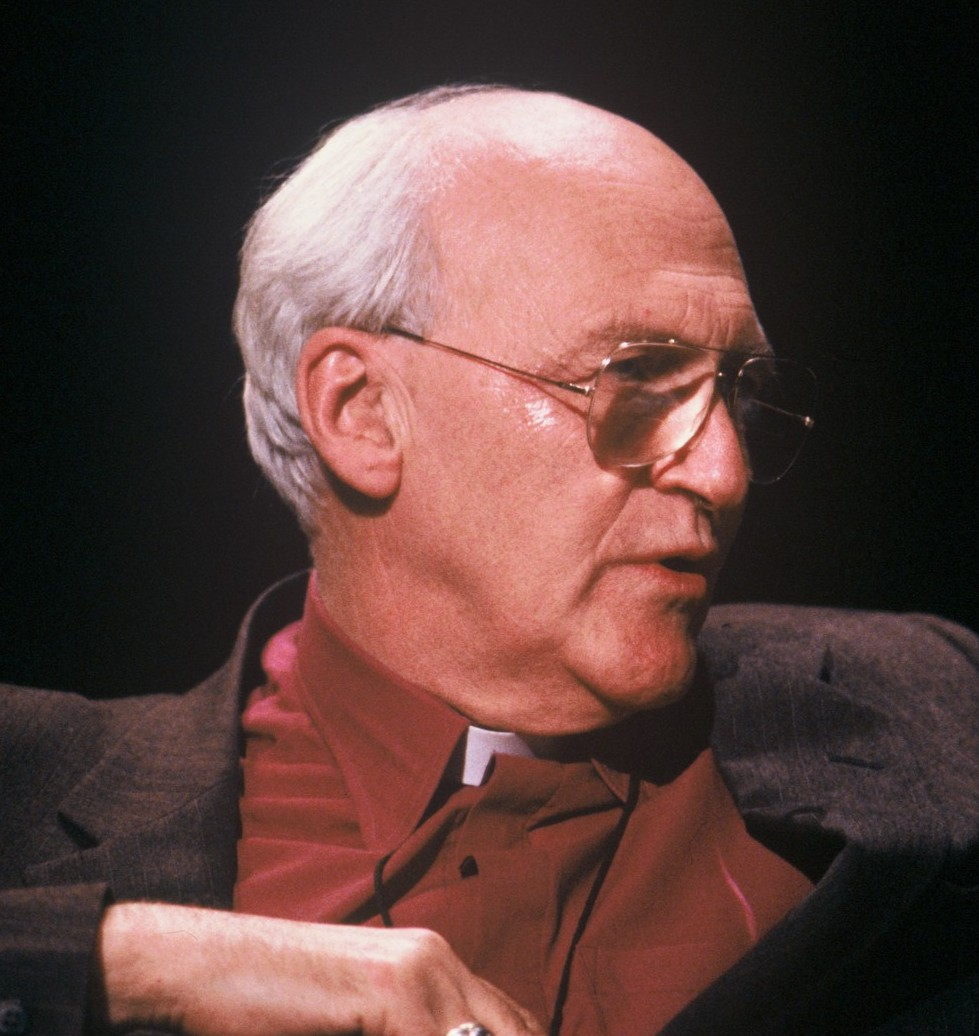
Hugh Montefiore

Hugh William Montefiore (* 12. Mai 1920 in London als Hugh William Sebag-Montefiore; † 13. Mai 2005 ebenda) war Bischof von Kingston upon Thames und später Bischof von Birmingham.

## Leben
Er war der Ur-Großneffe von Moses Montefiore und stammt aus einer berühmten jüdischen Familie.
Noch während seiner Ausbildung an der Rugby School konvertierte er zum anglikanischen Christentum. Danach war er bis 1970 Vikar an der Church of St Mary the Great in Cambridge und danach bis 1978 Bischof von Kingston.
Bereits ab 1977 war er auch Bischof von Birmingham bis 1987. Während seiner kirchlichen Laufbahn schrieb er mehr als 20 Bücher. Von 1984 bis 1987 war er zudem als geistlicher Lord Mitglied des House of Lords.
Außerdem war er Friend of the Earth.